# Dordrechts Museum
Il Dordrechts Museum  è un museo che si trova in Museumstraat 40, ad Dordrecht nei Paesi Bassi.

## Esposizione, collezioni
Fondato nel 1842, le collezioni di questo museo, tra le più antiche d'Olanda, comprendono più di quattro secoli di pittura olandese, dai maestri del secolo d'oro olandese all'arte moderna.
Le collezioni del museo di Dordrecht ospitano dipinti di pittori olandesi del secolo d'oro come Albert Cuyp, Ferdinand Bol, Adam Willaerts, Arent de Gelder, Adriaen Coorte, Samuel van Hoogstraten o Nicolaes Maes.
Il museo ha tra le più grandi collezione di dipinti del pittore Ary Scheffer.

## Ristrutturazione
A metà del 2007 il museo è stato temporaneamente chiuso a causa di una ristrutturazione ed espansione. I costi dell'opera ammontano a circa 25 milioni. Il museo è stato riaperto ai visitatori il 28 novembre 2010.